# Ганзурино (село)
Ганзу́рино — село в Иволгинском районе Бурятии. Входит в сельское поселение «Оронгойское».

## География
Расположено на левом берегу Селенги у южного подножия Ганзуринского кряжа, на железнодорожной линии ВСЖД Улан-Удэ — Наушки, в 12 км восточнее центра сельского поселения — улуса Оронгой. К западу, в 4 км от села, находится станция Ганзурино, где совершает остановку поезд Иркутск — Наушки (расстояние до Улан-Удэ — 66 км). Расстояние по автодороге до столицы республики (через Оронгой, по Кяхтинскому тракту) — 73 км.

## Население
| 2002 | 2010 |
| ---- | ---- |
| 500  | ↘429 |

## История
До конца 1920-х годов село было крупным промышленным центром Забайкалья. Здесь функционировали пристань, топливные и продовольственные склады, две паровые мельницы (крупчатная и простопомольная), кожевенный завод. В конце XIX века (с октября 1888 года) работал стеклоделательный завод, который назывался «Тарбагатайская стеклянная фабрика», принадлежавший иркутскому купцу I гильдии И. Ф. Голдобину. Печи завода работали на огнеупорной глине, добываемой в Прямой пади под Кяхтой.
В XIX веке в Ганзурино работал перевоз (паромная переправа) через Селенгу, осуществлявший связь Оронгойской волости с Тарбагатаем.
В 1904 году на средства верхнеудинского купца Н. И. Голдобина, сына И. Ф. Голдобина, была построена ганзуринская начальная школа.
В 1882 году кяхтинским купцом I гильдии М. А. Коковиным была построена паровая мельница, на которой работало до 40 человек. С 1896 года мельницы принадлежали Н. И. Голдобину, с 1912 года — «Торговому дому Коковин и Басов», затем Верхнеудинскому кооперативному товариществу «Экономия». В 1913 году мельницы произвели 600 тысяч пудов муки.
Основным маршрутом Селенгинского пароходства был рейс Верхнеудинск — Ганзурино. Зерно на мельницы подвозили по Селенге из Бутихи, которая располагалась ниже устья реки Джиды. Муку доставляли в Верхнеудинск и Нижнюю Берёзовку.
В период Гражданской войны на мельнице в Ганзурино работал и вёл подпольную деятельность В. И. Манторов, один из организаторов партизанского движения в крае. 

31 декабря 1919 года из Верхнеудинска в карательную экспедицию была направлена «дикая дивизия» под командованием генерала Левицкого. 1 января 1920 года белые заняли сёла Колобки и Кордон. Партизаны Тарбагатая, руководимые командующим Северным фронтом Лещенко, организовали оборону на Омулёвой сопке. Бой на Омулёвке продолжался пять часов. На помощь партизанам вышло население Тарбагатая. Атака «дикой дивизии» была отбита. Через 10 дней генерал Левицкий, получив в подкрепление отряд есаула Измайлова, вышел из Верхнеудинска на Тарбагатай и Ганзурино. Наступление шло со стороны Селенги. Атака конницы была отбита, но 12 января Ганзурино было сдано «дикой дивизии». Позднее село было отбито, а «дикая дивизия» отступила в направлении Гусиного озера.
После революции и гражданской войны в 1920-е годы мельницы в селе назывались «Ганзуринская государственная мельница», а весь промышленный комплекс — «Ганзуринские заводы». В 1921 году «Экономия» выпускала расчётные марки (боны) номиналом от 5 копеек до 10 рублей. На некоторых в центре ставилась круглая печать с надписью «РСФСР Ганзуринские заводы».
В 1924 году в селе жило 430 человек, население ганзуринских заводов составляло 186 человек.
В 1925 году закрылся «Ганзуринский хромовый кожевенный завод». Имущество предприятия было распределено по другим заводам БМАССР, а здания разобраны.
В 1928 году в Ганзурино снимались эпизоды художественного фильма «Потомок Чингисхана». В селе был заснят «партизанский стан». В съёмках участвовали настоящие партизаны, принимавшие участие в боях против атамана Семёнова и интервентов.
В середине 1920-х мощность ганзуринских мельниц оценивалась в 300 тысяч пудов крупчатки в год. Но вскоре, мельницы утратили своё значение после строительства в Улан-Удэ элеватора и мелькомбината (1935 год). 15 апреля 1936 года был остановлен Ганзуринский мельзавод. Завод в составе Наркомпищепрома БМАССР возобновил работу в начале 1939 года.
25 августа 1960 года, с упразднением Иволгинского аймака, село Ганзурино и посёлок станции Ганзурино Оронгойского сомсовета переданы в подчинение Селенгинского аймака. 8 декабря 1960 года эти населённые пункты переданы в состав Тарбагатайского аймака.
С образованием в 1963 году Улан-Удэнского аймака село и станция Ганзурино вошли в состав этого района. 19 августа 1985 года за счёт реорганизации Улан-Удэнского района образован Иволгинский район и населённые пункты по левобережью Селенги вошли в состав вновь созданного района.

## Люди, связанные с селом
- Брянская, Полина Степановна (род. в 1925 г.) — снайпер Великой Отечественной войны, орденоносец, уроженка села Ганзурино.

## Объекты культурного наследия
- Могильник Ганзурино I — левый берег реки Селенги, северо-восточная окраина села. Памятник археологии.
- Могильник Ганзурино II — левый берег реки Селенги, в урочище Цаганово. Памятник археологии.
- Могильник Ганзурино III — левый берег реки Селенги, в урочище Цаганово. Памятник археологии.
- Писаница на скале Бочкатэ — 1 км северо-западнее ж/д переезда. Памятник археологии.
- Писаница «Бэшэгтуу» — 1 км северо-восточнее села, на левом берегу реки Селенги, на скале Бэшэгтуу. Памятник археологии.
- Плиточный могильник — 1, 3 км от ж/д переезда, на левом берегу реки Селенги. Памятник археологии.
- Ганзуринская писаница «Забочка» — ниже села Ганзурино на правом берегу реки Селенги, под горой Омулёвка, в урочище Зимник. Памятник археологии.
- Стоянка «Жиримское» — 3 км выше станции Ганзурино на правом берегу Селенги на выдувах двух мысов левого и правого берега реки Жиримки. Памятник археологии.